# Jochen A. Werner

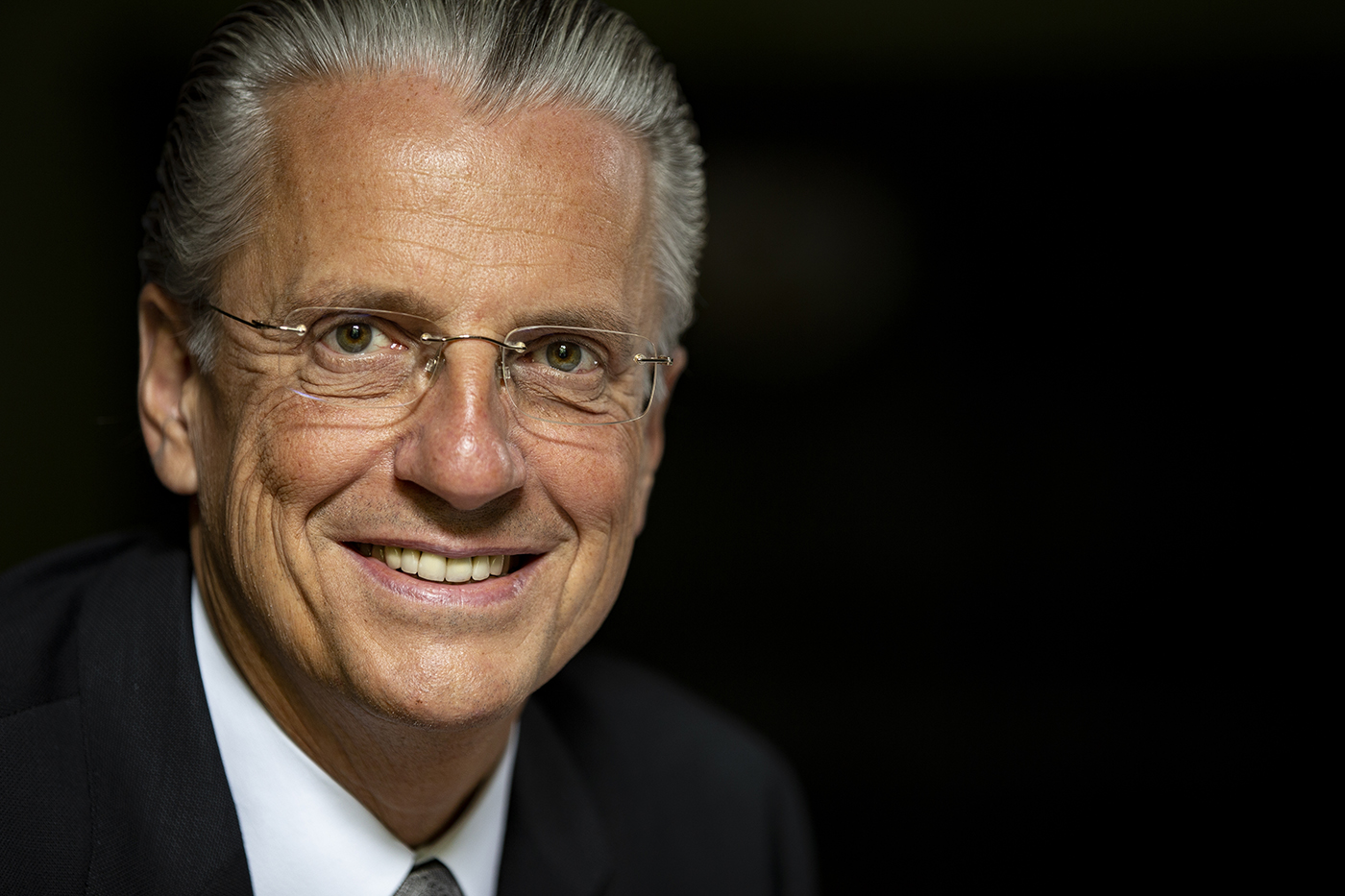
Jochen A. Werner

Jochen Alfred Werner (* 28. Oktober 1958 in Flensburg) ist ein deutscher Mediziner und Krankenhausmanager.

## Leben
Im Jahr 1980 legte Werner die Allgemeine Hochschulreife ab. Anschließend absolvierte er das Studium der Humanmedizin in Kiel. Er habilitierte sich 1993 für das Gebiet HNO-Heilkunde, wurde im selben Jahr Oberarzt und 1995 Leitender Oberarzt. Im Jahr 1998 nahm Werner den Ruf auf den Lehrstuhl für Hals-, Nasen- und Ohrenheilkunde an die Philipps-Universität Marburg an, verbunden mit der Tätigkeit als Chefarzt gleichnamiger Klinik. Während seiner Tätigkeit als Studiendekan der Medizinischen Fakultät von 2004 bis 2006 begleitete er den Prozess der Fusionierung und Privatisierung der Universitätsklinikums Gießen und Marburg und gestaltete maßgeblich den Aufbau des Dr.-Reinfried-Pohl-Zentrums für Medizinische Lehre.
Werner befasste sich wissenschaftlich mit Fragen zur lymphogenen Metastasierung, zu Fehlbildungen des Lymph- und Blutgefäßsystems sowie zu minimal-invasiven Operationsverfahren bei Krebserkrankungen von Mundhöhle, Rachen und Kehlkopf. Die Ergebnisse seiner wissenschaftlichen Tätigkeiten fanden Eingang in über 300 Veröffentlichungen.
Ab 2011 war Werner Ärztlicher Direktor des Marburger Universitätsklinikums und Mitglied der Geschäftsführung der Universitätsklinikum Gießen und Marburg (UKGM) GmbH, von 2013 bis 2015 führte er diese Tätigkeit im Hauptamt aus. Zudem wurde Werner die Sprecherfunktion des Medical Boards der Rhön Klinikum AG mit über 5.000 Klinikbetten übertragen. Ebenfalls 2011 wurde er in die Deutsche Akademie der Naturforscher Leopoldina (Nationale Akademie der Wissenschaften) aufgenommen. Werner war Präsident der Deutschen Gesellschaft für HNO-Heilkunde, Kopf- und Hals-Chirurgie, ist Ehrenmitglied dieser wissenschaftlichen Fachgesellschaft und ebenso des Deutschen Berufsverbandes der HNO-Ärzte.
Seit dem 1. Oktober 2015 ist Werner Ärztlicher Direktor und Vorstandsvorsitzender des Universitätsklinikum Essen. Zum 1. Juli 2016 wurde er in den Verwaltungsrat der Inselspital-Stiftung Bern, der Insel Gruppe AG und der Spital Netz Bern AG berufen.
Mit Beginn seiner Tätigkeit in Essen treibt Werner die digitale Transformation der Universitätsmedizin Essen zum Smart Hospital voran. Er engagiert sich als Medical Influencer für die beschleunigte Digitalisierung im Gesundheitswesen. Werner ist Gastgeber von Podcasts, u. a. von „19 – die Chefvisite“. Hier fließen auch seine Gedanken zum Green Hospital ein, in dessen Umsetzung sich die Universitätsmedizin Essen 2020 begeben hat. 2022 fasste Werner seine Vorstellungen zur Reform des Gesundheitswesens im Buch So krank ist das Krankenhaus zusammen. 2024 fungierte er als Gastgeber des Big Bang Health Festivals, einer Veranstaltung zu Künstlicher Intelligenz und Digitalisierung in der Gesundheitsbranche. Am 31. März 2025 wird Werner in den Ruhestand gehen.
Werner ist verheiratet und hat drei Kinder.

## Mitgliedschaften
- Collegium Oto-Rhino-Laryngologicum Amicitiae Sacrum
- International Society for the Study of Vascular Anomalies
- Mitglied im Präsidium der Deutschen Gesellschaft für Hals-Nasen-Ohren-Heilkunde, Kopf- und Hals-Chirurgie e.V. (2008–2016, Präsident 2015/16)[13]
- Mitglied im Kuratorium der Kopf-Hals-Tumorstiftung[14]
- seit 2004: Ehrenmitgliedschaft der Ungarischen HNO-Gesellschaft
- seit 2005: Member of Overseas Scientific Committee, Capital University of Medical Sciences, Beijing, China
- seit 2006: Ehrenmitgliedschaft der Ägyptischen Gesellschaft für HNO-Heilkunde und angrenzende Wissenschaften
- Mitglied des Vorstandes der hessischen Krankenhausgesellschaft 2012–2015[15]
- Mitglied des Executive Committee of the Council of the International Federation of Head and Neck Oncologic Societies (IFHNOS) (2014–2018)[16]
- seit 2015: Mitglied des Kuratoriums der Stiftung Universitätsmedizin Essen[17]
- seit 2016: Mitglied des Verwaltungsrats der Insel Gruppe Bern (Schweiz)[18]
- seit 2018: Vorstand im Förderverein Universität Duisburg Essen e.V.[19]
- seit 2019: Beiratsvorsitz m.Doc GmbH[20]

## Auszeichnungen
- 1996: Anton-von-Tröltsch-Preis, Deutsche Gesellschaft für Hals-Nasen-Ohren-Heilkunde, Kopf- und Hals-Chirurgie
- 1998: Dritter Filmpreis, Deutsche Ophthalmologische Gesellschaft
- 1998: Preis für das beste Video (Sonderpreis des Präsidenten), Deutsche Gesellschaft für Plastische und Wiederherstellungschirurgie
- 2000: Preis für das beste Video (Sonderpreis des Präsidenten), Deutsche Gesellschaft für Hals-Nasen-Ohrenheilkunde, Kopf- und Hals-Chirurgie[21]
- 2000: Preis für das beste Video (Sonderpreis des Präsidenten), Deutsche Gesellschaft für Plastische und Wiederherstellungschirurgie, Berlin
- 2001: Posterpreis, Deutsche Gesellschaft für Hals-Nasen-Ohrenheilkunde, Kopf- und Hals-Chirurgie, 72. Jahresversammlung, Hamburg[22]
- 2009: Franz Escher Medaille der Schweizerischen Gesellschaft für Oto-Rhino-Laryngologie, Hals- und Gesichtschirurgie[23]
- 2010: Ehrenmitglied des Deutschen Berufsverbandes der Hals-Nasen-Ohrenärzte e.V.
- 2010: Second Poster Award of the Annual Meeting, Deutsche Gesellschaft für Hals-Nasen-Ohren-Heilkunde, Kopf- und Hals-Chirurgie[24]
- 2010: Video Award of the Annual Meeting, Deutsche Gesellschaft für Hals-Nasen-Ohrenheilkunde, Kopf- und Hals-Chirurgie[24]
- 2012: Carl-Axel-Hamberger-Award, Swedish Medical Association[25]
- 2013: Video Award of the Annual Meeting, Deutsche Gesellschaft für Hals-Nasen-Ohrenheilkunde, Kopf- und Hals-Chirurgie[26]
- seit 2017: Ehrenmitglied der Deutschen Gesellschaft für Hals-Nasen-Ohren-Heilkunde, Kopf- und Hals-Chirurgie e.V.[27]
- 2022: Kopf des Jahres (Marketing Club Ruhr)[28]

## Schriften
- Lymphknotenerkrankungen im Kopf-Hals-Bereich. Springer, Berlin 2002, ISBN 3-540-43032-6.
- mit Burkard M. Lippert: Atlas der HNO-Heilkunde. Schattauer, Stuttgart 2002, ISBN 978-3-7945-1987-3.
- mit R. Kim Davis: Metastases in Head and Neck Cancer. Springer, Berlin 2004, ISBN 3-540-20507-1.
- mit Jürgen Theissing, Gerhard Rettinger: HNO-Operationslehre. Thieme, Stuttgart 2006, ISBN 3-13-463704-9.
- mit Jürgen Theissing, Gerhard Rettinger: ENT Head and Neck Surgery: Essential Procedures. Thieme, Stuttgart 2011, ISBN 978-3-13-148621-9.
- Ich hab’ die Nase voll! Ein Ratgeber bei behinderter Nasenatmung. Goldkind/Books-on-Demand, Aubonne/Norderstedt 2012, ISBN 978-3-8448-1680-8.
- mit Tanja Heiß, Martin Camphausen: Generation Hashtag: Managementwandel im Gesundheitswesen Medizinisch Wissenschaftliche Verlagsgesellschaft, Berlin 2019, ISBN 978-3-95466-473-3.
- So krank ist das Krankenhaus. Ein Weg zu mehr Menschlichkeit, Qualität und Nachhaltigkeit in der Medizin. Klartext Verlag, Essen 2022, ISBN 978-3-8375-2529-8.